# 虛骨龍屬
虛骨龍屬（學名：Coelurus，发音/sɪˈljʊərəs/ si-LEWR-əs）又譯空尾龍、空骨龍，是虛骨龍科下的一屬，生活於晚侏羅紀的啟莫里階，距今約1億5500萬到1億5200萬年前。虛骨龍是種小型、二足的肉食性恐龍，身長為2.4公尺，體重最大可達20公斤。
如同許多早期命名的恐龍，虛骨龍有複雜的分類歷史，有數個種被建立，而後被建立個別的屬，或是被廢除。模式種是脆弱虛骨龍（C. fragilis），是目前唯一的有效種，是在1879年由奧塞內爾·查利斯·馬什發現於美國懷俄明州的莫里遜組。名字衍化自古希臘文，koilos意為「空的」，oura意為「尾巴」，屬名意思是「空心的尾」，因為牠的尾巴脊椎是空心的。
雖然虛骨龍類（或「虛骨龍下目」）的名稱取自於虛骨龍，但虛骨龍在過去的資訊很少，而一些科學家認為虛骨龍與嗜鳥龍其實是同一生物，但新的研究顯示牠們之間確是有分別的。虛骨龍比嗜鳥龍有著較長的身體比例，脊骨及後肢較長。

## 概述

虛骨龍與人類的體型相比圖

目前對於虛骨龍的知識，多來自於其中一副骨骸化石，這個化石發現於懷俄明州的科莫崖，包含眾多脊椎、部分骨盆、肩帶、以及四肢的大部分。但直到80年代，才將該骨骼完整的拼湊出來，而目前存放於皮巴第自然歷史博物館。另外，在猶他州的克利夫蘭勞埃德採石場發現的兩個前肢骨頭，有可能屬於虛骨龍。虛骨龍是種中小型恐龍，重量被估計為13到20公斤，身長約2.4公尺，臀部高度為0.7公尺。從重建的骨架模型來看，虛骨龍的脊椎骨長，而有長的頸部與身體，蹠骨長，因此後肢修長。顱骨小而長。前掌有3指，有銳利、彎曲的爪。
虛骨龍的頭部化石不多，目前只有挖掘地點所發現到的一個骨頭，可能是個部份下頜。該骨頭的保存狀況與外表，與虛骨龍的骨骸類似，但形狀較細長，可能不屬於該骨骼。這個骨頭的長度為7.9公分，寬度為1.1.公分。虛骨龍的脊椎長而低矮，神經棘短，脊椎壁細。頸椎有許多空腔，但分布不平均，大小不一。頸椎修長，長度是寬度的四倍，前後端有凹面。背椎較短，表面缺乏空洞，凹處較不明顯，形狀為沙漏狀。尾椎表面也缺乏空洞。
肩帶的唯一骨頭是個肩胛骨碎片。肱骨的側面是S狀彎曲，長度為11.9公分，大於尺骨的9.6公分。手腕有個半月形腕骨，類似恐爪龍，但跟人類的月骨（Lunate bone）不同。手指細而長。骨盆的唯一骨頭是兩個癒合的恥骨，尾端有明顯的柄部。股骨的正面呈S狀，長度約21公分。蹠骨長，長度接近股骨。

### 虛骨龍、嗜鳥龍、長臂獵龍
在莫里遜組，發現了三種外表相似的小型獸腳類恐龍，分別為：虛骨龍、嗜鳥龍、長臂獵龍，都屬於虛骨龍類，三個屬過去曾被互相混淆過。虛骨龍與嗜鳥龍目前已有較完整的敘述，可從許多生理特徵區別牠們。例如：虛骨龍的頸部、背部較長，腿部與足部也較長。虛骨龍與長臂獵龍則較為類似，但也有許多不同點。例如：上臂與前臂及股骨的形狀、股骨的肌肉附著處、較長的背部脊椎、以及較長的蹠骨。

## 分類
自從80年代以來，種系發生學研究逐漸增多，而虛骨龍通常被認為是虛骨龍類的分類不明屬，不屬於任何一個主要演化支。虛骨龍與美頜龍科、嗜鳥龍、原角鼻龍等屬，曾多次被歸類為基底虛骨龍類。在2007年，菲力·森特（Phil Senter）的長臂獵龍研究中，森特提出虛骨龍與長臂獵龍，是原始暴龍超科動物的近親。
虛骨龍有時被歸類於虛骨龍科，但虛骨龍科的物種卻不固定。在2003年，奧利佛·勞赫（Oliver Rauhut）提出虛骨龍科由虛骨龍、及美頜龍科的物種所構成。相反地，沒有科學家曾將虛骨龍歸類於美頜龍科過。在2007年，菲力·森特指出虛骨龍科只有虛骨龍、長臂獵龍兩個物種。
在採用種系發生學之前，虛骨龍科與虛骨龍下目都曾被當成垃圾箱类群，許多小型獸腳類恐龍被歸類於此，而且多為疑名。在80年代晚期的大眾恐龍書籍中，虛骨龍科包含超過10個物種，包括西北阿根廷龍科的福左輕鱷龍、偷蛋龍下目的小獵龍，而且虛骨龍科被當作是腔骨龍科的後代。在90年代初期的一些大眾讀物，虛骨龍科仍被當作垃圾箱类群。。在這之後，被列入虛骨龍科的物種數目就大幅縮減。除了2006年的某本科普讀物，延續早期的分類法。

## 歷史

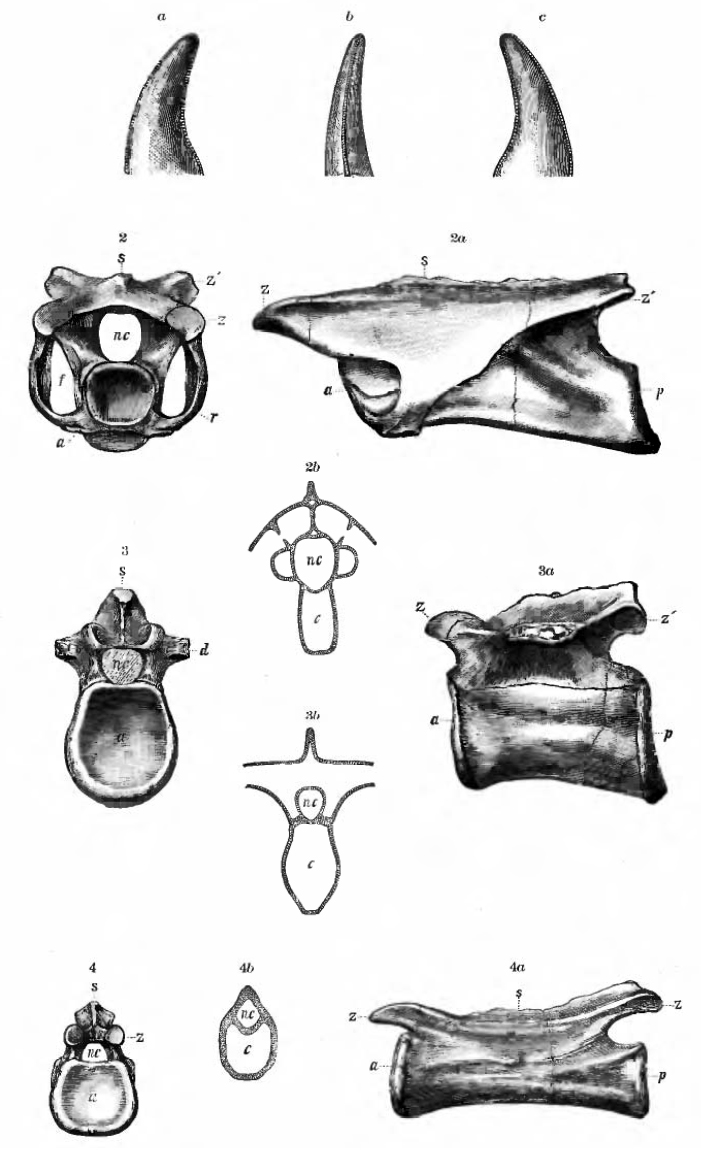
奧塞內爾·查利斯·馬什在1884年繪製的腔骨龍脊椎圖。

虛骨龍是在1879年由美國古生物學家與自然學家奧塞內爾·查利斯·馬什所敘述、命名；另外，馬什同時也建立了新屬Camptonotus，後來改名為彎龍（Camptosaurus）。馬什當時與愛德華·德林克·科普進行一場長時間的競爭，被戲稱為化石戰爭。
馬什當時只敘述了模式標本的背部到尾巴的脊椎。馬什注意到脊椎的內部空腔，與細的脊椎壁，因此將牠們命名為脆弱虛骨龍（Coelurus fragilis）。馬什認為虛骨龍的體型接近狼，食性應為肉食性。虛骨龍是莫里遜組所發現的第一個小型獸腳類恐龍，但馬什當時並不確定牠們是否屬於恐龍。在1881年，他將虛骨龍歸類於恐龍，繪製出更多骨頭圖片，並建立虛骨龍目（Coeluria）與虛骨龍科，以包含虛骨龍屬。
虛骨龍的化石散佈於挖掘地點，挖掘活動自1879年9月持續到1880年9月。馬什將部份化石建立為新種，敏捷虛骨龍（C. agilis），並從其中一對恥骨，研判敏捷虛骨龍的體型大於脆弱虛骨龍的三倍。在1888年，馬什將一個發現於馬里蘭州阿倫德爾組（Arundel Formation）的趾爪，歸類於脆弱虛骨龍，該趾爪的地質年代是早白堊紀。在近年研究中，敏捷虛骨龍不再被歸類於需骨龍屬，但沒有被建立為新屬。
儘管馬什與科普的競爭激烈，科普卻在1887年建立了兩個新種：鮑氏虛骨龍（C. bauri ）與洛氏虛骨龍（C. longicollis），化石都發現於新墨西哥州的晚三疊紀地層。在兩年後，科普將這兩個種新建立為腔骨龍。
在1903年，亨利·費爾費爾德·奧斯本命名了嗜鳥龍，是莫里遜組的第二個發現的小型獸腳類恐龍。嗜鳥龍的化石是一個部份骨骸，發現於科莫崖北方的Bone Cabin採石場。在1920年代，查爾斯·懷特尼·吉爾摩爾在他的重要獸腳亞目研究中，提出虛骨龍與嗜鳥龍是同一種動物。這個分類法被其他科學家沿用，並持續了數十年。但是，沒有科學家將這兩種動物做正式的比較，也沒有人去統計哪些化石屬於虛骨龍。
吉爾摩爾曾提出脆弱虛骨龍、敏捷虛骨龍是同種動物，但直到80年代，約翰·奧斯特倫姆做了相關研究，才證實這個說法。這使脆弱虛骨龍的化石增加，而奧斯特倫姆也證實嗜鳥龍與虛骨龍是不同的物種。根據當時的不完整資料，戴爾·羅素（Dale Russell）曾提出敏捷虛骨龍是輕巧龍的一個種；奧斯特倫姆也指出其錯誤。奧斯特倫姆另外提出，馬什在1884年繪製的虛骨龍脊椎圖中，其中一個脊椎是另兩個脊椎拼合組成的；而剩下兩個脊椎中，有一個脊椎其實是發現於其他地點，屬於一個未命名的小型獸腳類恐龍。在1995年，懷俄明州發現的一個部份骨骸，一度被認為是個較大型的虛骨龍。數年後，這個新發現骨骸被建立為新屬長臂獵龍，是虛骨龍的近親。

### 種
虛骨龍目前只有一個有效種，模式種脆弱虛骨龍（C. fragilis），過去還有六個種被建立過。敏捷虛骨龍（C. agilis）由馬什在1884年建立，後來改歸類於脆弱虛骨龍。在1887年，科普根據在新墨西哥州發現的晚三疊紀化石，建立了鮑氏虛骨龍（C. bauri）與洛氏虛骨龍（C. longicollis）；科普在1889年將這兩個種建立了新屬，腔骨龍。在1888年，理查德·萊德克將哈利·絲萊建立的達氏孔椎龍（T. daviesi）改為達氏虛骨龍（C. daviesi），該種化石發現於英格蘭的早白堊紀地層；後來獨立為新屬，鞘虛骨龍。纖細虛骨龍（C. gracilis）由馬什在1888年建立，化石是一些四肢骨頭，年代也是早白堊紀。但吉爾摩爾在1920年代重新檢查這些骨頭時，只能鑑定出一個爪子。吉爾摩爾將其歸類於纖手龍，不屬於虛骨龍。最近的研究多認為纖細虛骨龍不屬於虛骨龍，是個疑名。但纖細虛骨龍不被認為屬於虛骨龍屬，也沒有成立個別的屬。嗜鳥龍過去曾被認為是虛骨龍的異名，其模式種被改為為郝氏虛骨龍（C. hermanni），直到奧斯特倫姆指出其錯誤。

## 古生物學與古生態學
虛骨龍發現於莫里遜組的第2與第5地層帶。莫里遜組是認為是個半乾旱的氾濫平原，有明顯的雨季與旱季。當地的植被十分多樣化，有河邊的走廊林、蕨類、樹蕨、針葉樹，以及疏林莽原。莫里遜組所發現的植物化石有：綠藻、真菌、苔蘚、木賊、蕨類、蘇鐵、銀杏、與數科針葉樹。動物化石則有：雙殼類、蝸牛、輻鰭魚類、青蛙、蠑螈、烏龜、喙頭蜥、蜥蜴、陸生與水生鱷形超目動物、數種翼龍目、大量的恐龍、以及早期哺乳類。
莫里遜組的恐龍包含：獸腳亞目的角鼻龍、異特龍、嗜鳥龍、蠻龍，蜥腳下目的迷惑龍、腕龍、圓頂龍、梁龍，鳥臀目的彎龍、橡樹龍、劍龍。早期哺乳類則有：柱齒獸目、多瘤齒獸目、對齒獸目、以及三尖齒獸目。
虛骨龍被認為是種小型肉食性恐龍，以昆蟲、哺乳類、蜥蜴等小型獵物為食。牠們被認為是種行動快速的動物，比足部較短的嗜鳥龍還快。

## 外部連結
- Coelurus from Palaeos.com.
- Coelurosauria at Thescelosaurus!
- A skeletal restoration （页面存档备份，存于） by Jamie Headden.